# Trivium (groupe)
Pour les articles homonymes, voir Trivium.
Trivium est un groupe de thrash metal américain, originaire d'Orlando, Floride. Formé en 2000, le groupe est passé du metalcore avec ses deux premiers albums (Ember to Inferno, Ascendancy), au thrash metal (The Crusade), jusqu'au compromis entre les deux (Shogun) ; cependant, l'appartenance au style metalcore est niée et désapprouvée par le groupe[réf. nécessaire]. En 2013, le groupe compte plus de 6 millions d'albums vendus à travers le monde. En 2021, le groupe compte au total dix albums studio.

## Biographie

### Formation et premier album (2000–2004)
Trivium se forme en 2000. Durant un concours de talents qui se déroule à son lycée, le Lake Brantley High School, Matt Heafy entreprend une reprise du titre No Leaf Clover de Metallica. Le chanteur Brad Lewter remarque alors Heafy et lui demande de rejoindre son groupe. Les deux rejoignent le batteur Travis Smith chez lui et jouent une reprise du titre de Metallica, For Whom the Bell Tolls. Impressionné par la performance de Heafy, ils forment le groupe sous le nom de Trivium, un mot qui explique leurs caractéristiques musicales : un mélange entre metalcore, death metal mélodique et thrash metal. Après quelques soirées dans des bars et clubs, Lewter quitte le groupe et Heafy reprend son rôle de chanteur.

### Ascendancy(2004–2005)
En 2004, Trivium enregistre son deuxième album, Ascendancy, chez Audiohammer Studios et Morrisound Recording en Floride. Produit par Heafy et Jason Suecof, l'album est commercialisé en mars 2005 atteignant la 151e place du Billboard 200 et la quatrième du Top Heatseekers. Le critique d'AllMusic Johnny Loftus donne son avis sur l'album Ascendancy et l'accueille positivement, idem du côté de Rod Smith du magazine Decibel. L'album est également reconnu « Album de l'année » au magazine britannique Kerrang!. Plus en 2007, le groupe est certifié pour la première fois disque d'or au Royaume-Uni avec plus de 100 000 albums vendus.
En 2005, Trivium joue chaque premier samedi au Download Festival de Castle Donington, en Angleterre. Les singles et vidéoclips pour Like Light to the Flies, Pull Harder on the Strings of Your Martyr, A Gunshot to the Head of Trepidation et Dying in Your Arms ont été diffusés sur MTV2 et le clip Pull Harder on The Strings of Your Martyr est devenue l'une des chansons les plus connues. Pour la promotion de son album, Trivium part en tournée avec nombre d'autres groupes connus. Le groupe part en premier lieu avec Killswitch Engage, Iced Earth, Fear Factory, et Machine Head, des groupes qui ont largement influencé le style musical de Heafy. Trivium participe au Road Rage 2005, au Ozzfest et fait quelques apparitions au Download Festival. Ascendancy est de nouveau commercialisé en 2006 avec quatre pistes bonus et un DVD contenant tous les vidéoclips du groupe et les tournages.

### The Crusade(2006–2007)
En avril 2006, après une tournée aux côtés de Mendeed et God Forbid, Trivium revient au studio, et Suecof et Heafy repartent pour d'autres enregistrements. Le groupe participe de nouveau au Download Festival, cette fois-ci en tête d'affiche avec Korn et Metallica. Trivium fait paraître l'album The Crusade en octobre 2006 qui débute à la 25e place du Billboard 200, avec plus de 32 000 exemplaires vendus dès sa première semaine de vente,. Le chant de Heafy passe du screaming metalcore à un nouveau style de chant. Ce nouveau type de chant, en plus de la sonorité thrash metal du groupe, a été critiqué car ressemblant au plus haut point à Metallica, le groupe qui a largement influencé Trivium. Heafy explique que : « au cas où vous vous demanderiez pourquoi le hurlement est parti, c'est parce que nous quatre n'étions pas partis sur un groupe qui hurle et on n'aime pas les groupes actuels qui hurlent, alors on s'est demandé pourquoi on le faisait. En ce même temps, je voulais devenir un meilleur chanteur parce que c'est ce qu'on voulait entendre, alors on a mis le hurlement aux oubliettes et on a pas mal bossé sur le chant. »
Le groupe fait la promotion de l'album aux côtés de Iron Maiden et Metallica, apparait au Black Crusade aux côtés de Machine Head, Arch Enemy, DragonForce et Shadows Fall, participe à une tournée européenne avec Annihilator et Sanctity, et obtient l'occasion de participer au Family Values Tour avec Korn,,. Trivium est nommé meilleur groupe live en 2006 aux Metal Hammer Golden God Awards.

### Shogun(2008–2009)

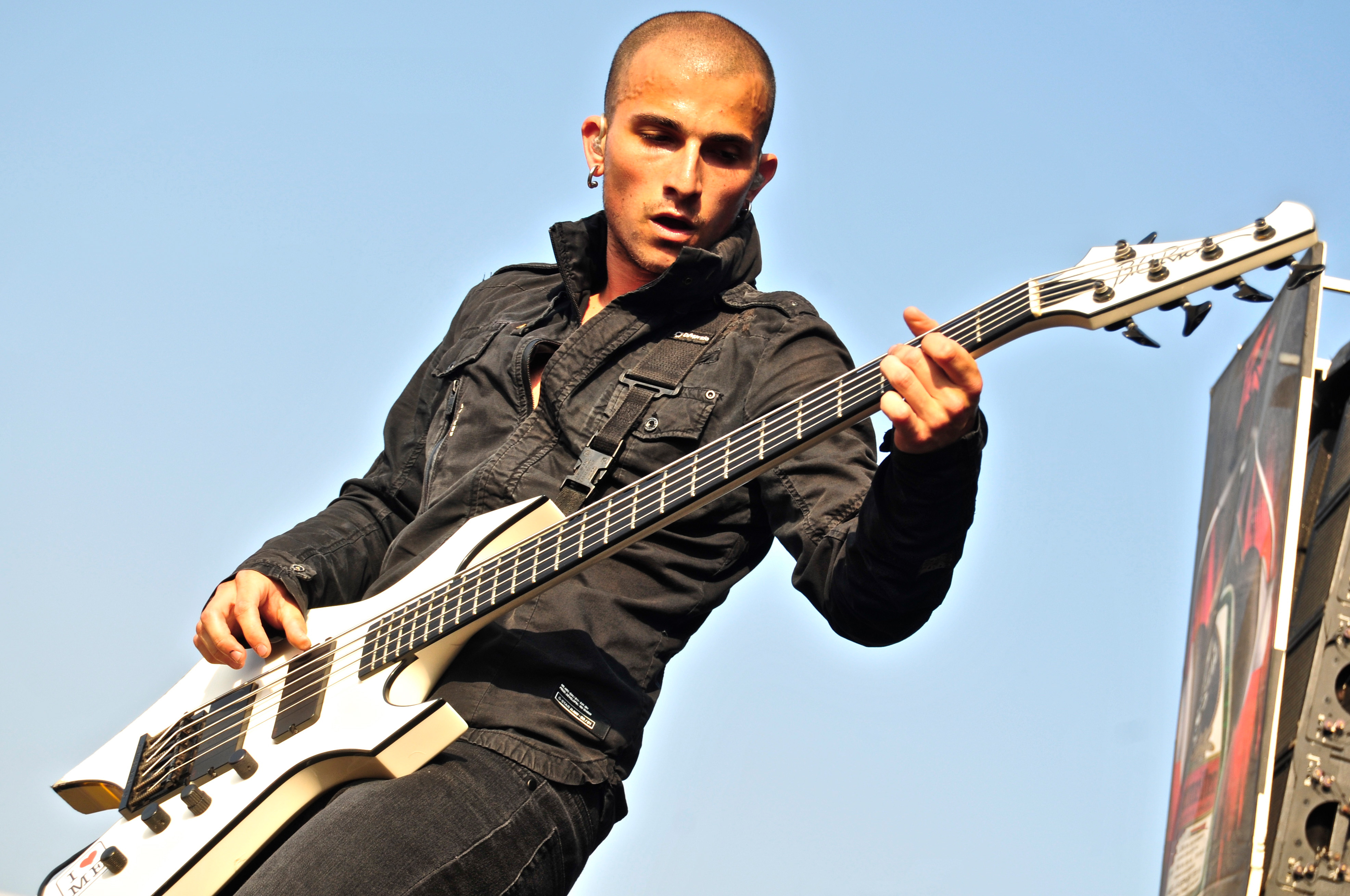
Paolo Gregoletto, sur scène en 2009.

Trivium commence la production de son nouvel album aux côtés du producteur Nick Raskulinecz en octobre 2007. Heafy explique vouloir refaire apparaitre le hurlement qu'il avait sur le titre Ascendancy, et le groupe ne souhaitait plus travailler avec Suecof car ce premier souhaitait innover. L'enregistrement s'achève fin juin 2008. Dans une entrevue avec le magazine britannique Metal Hammer en mai 2008, Heafy explique que leur nouvel album devrait s'orienter « plus thrash, et avec plus de hurlements. » Il explique au magazine Revolver, « pour la première fois, on n'a pas ré-écouté nos chansons et on s'est pas demandé à qui d'autre ressemblent ces riffs. On fait nos propres trucs, notre propre genre musical, et ça fait du bien. » En septembre 2008, Trivium fait paraître son quatrième album studio Shogun, vendu à 24 000 exemplaires aux États-Unis dès sa première semaine, et débute 23e au Billboard 200 et premier aux UK Rock Album Charts.
Trivium part en tournée en 2009 pour faire la promotion de Shogun. Travis Smith quitte le groupe au Into the Mouth of Hell We Tour. Le 4 février 2010, le groupe annonce le départ officiel de Travis et le remplace par le batteur Nick Augusto. Augusto est un ex-membre des groupes Maruta et Metal Militia, dans lesquels il a joué aux côtés de Gregoletto. Le groupe n'a donné aucune raison de son départ.

### God of War IIIet départ de Travis Smith (2010)

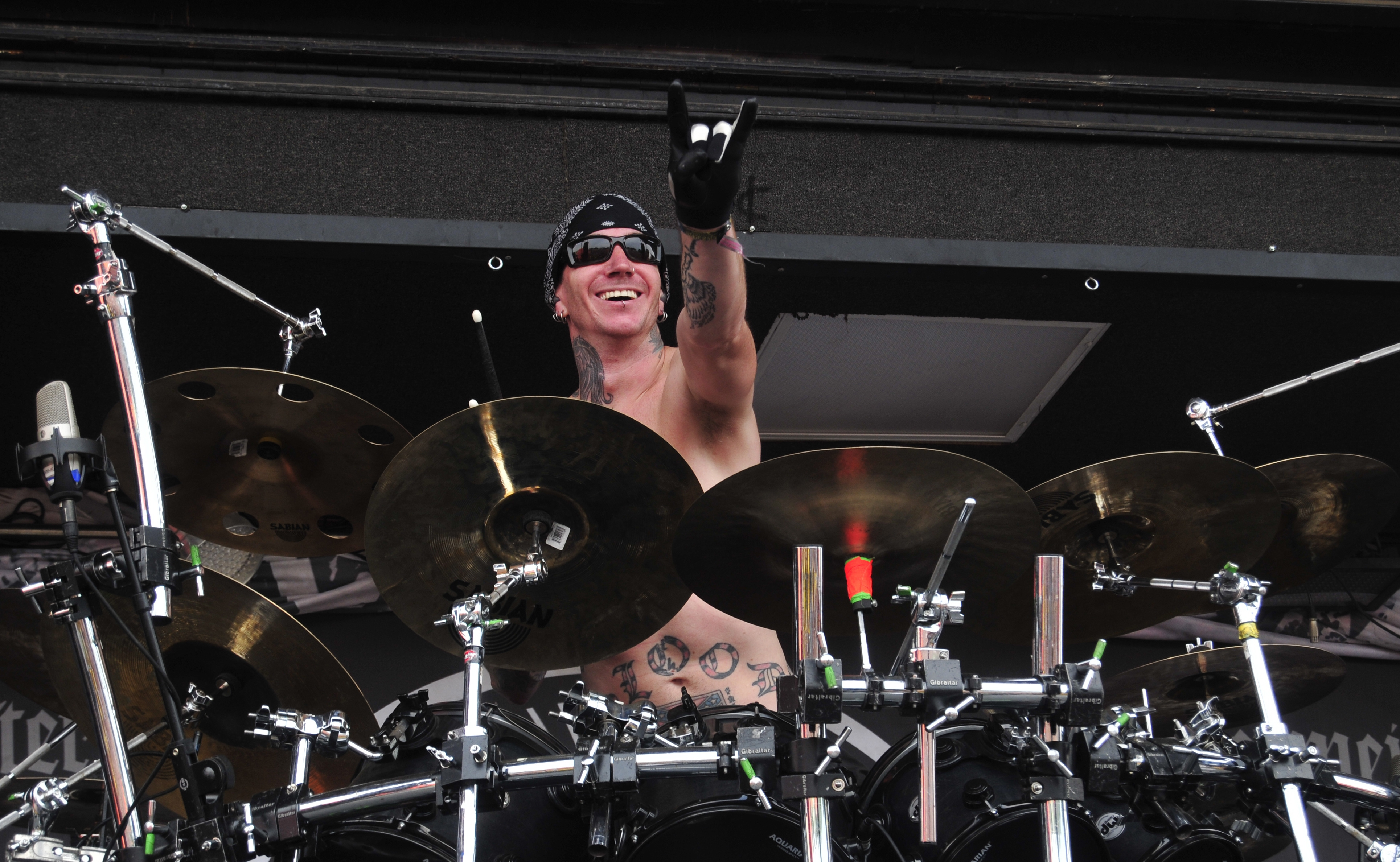
L'ancien batteur de Trivium, Travis Smith.

Trivium contribue à la liste des pistes du jeu vidéo God of War III avec le titre Shattering the Skies Above. La piste est exclusivement présentée sur l'album God of War: Blood & Metal, un EP téléchargeable provenant de l'Ultimate Edition du jeu et disponible via iTunes Store. Le groupe enregistre également une reprise du titre Slave New World du groupe Sepultura. Shattering the Skies Above est exclusivement paru pour leur fanclub (TriviumWorld) le 12 février 2010, puis en grande surface le 15 février. Le lendemain, leur reprise de Slave New World du groupe Sepultura est mise en ligne et gratuitement téléchargeable uniquement pour les membres de Metal Hammer UK. Ces deux titres apparaissent dans leur album In Waves.
Quelques jours après la parution de leur chanson Shattering the Skies Above, la première du groupe qui n'implique pas Smith dans la composition, Matt Heafy explique la raison pour laquelle Trivium ne souhaite plus revoir Smith dans ses rangs, et pourquoi Nick Augusto l'a remplacé. Il explique lors d'une entrevue avec Noisecreep en ces termes : « on en était venu à un point où la créativité n'était plus la même, il fallait changer de manière positive. Heureusement, on a trouvé Nick, qui a su nous faire monter d'un cran dans la créativité. » La relation entre Trivium et Smith se dégradait au fil des années, et le groupe ne savait pas par qui le remplacer jusqu'à ce jour, lors de la tournée Into the Mouth of Hell We March durant lequel il est parti pour « s'occuper d'affaires. » Heafy explique qu'il ne connait absolument pas les raisons qui l'ont poussé à partir subitement. « On lui a dit au téléphone (qu'on continuait avec Augusto), et que c'était dur pour chacun d'entre nous. »
Dans une entrevue avec OneMetal.com, le guitariste Corey Beaulieu ajoute « ...avec le temps, y'avait des trucs qui marchaient pas, et pendant le trajet de notre tournée, Travis nous a dit qu'il voulait pas continuer [...]. »

### In Waves(2010–2011)
Dans une entrevue avec Guitar World, il est annoncé qu'un cinquième album studio était en marche. Le groupe devrait prendre une approche similaire à celle de leur album Ascendancy (2005) avec plus de solos et de riffs notamment. Le 6 juin 2011, Metal Hammer révèle le titre de l'album In Waves et sa date de sortie pour le 9 août 2011. Le 19 juin, Trivium joue deux nouvelles chansons à Birmingham : Dusk Dismantled et Black. Le 28 juin, Dusk Dismantled est publié sur le site web TriviumWorld. Le 13 juillet, la première de Inception of the End est publiée sur Hot Topic. 
In Waves est publié à l'international en août, Une édition spéciale est ensuite publiée, contenant des reprises de Ensnare the Sun, A Grey So Dark, Drowning in Slow Motion, Slave New World et le single Shattering the Skies Above de la bande-son tirée de God of War III. Trivium participe en tête d'affiche avec In Flames à une tournée européenne et nord-américaine. Ils jouent en Europe avec Ghost, Rise to Remain et Insense. En Amérique du Nord, ils jouent avec Veil of Maya et Kyng. Miss May I et The Ghost Inside se joignent à Trivium pendant leur tournée In Waves. Ils jouent aussi au Metaltown Festival et au Download Festival en juin 2012. Entre le 13 juillet et le 18 août 2012, Trivium prend part au Trespass America Festival organisé par Metal Hammer aux côtés de Battlecross, God Forbid, Pop Evil, Emmure et Killswitch Engage.

### Vengeance Falls(2012–2014)

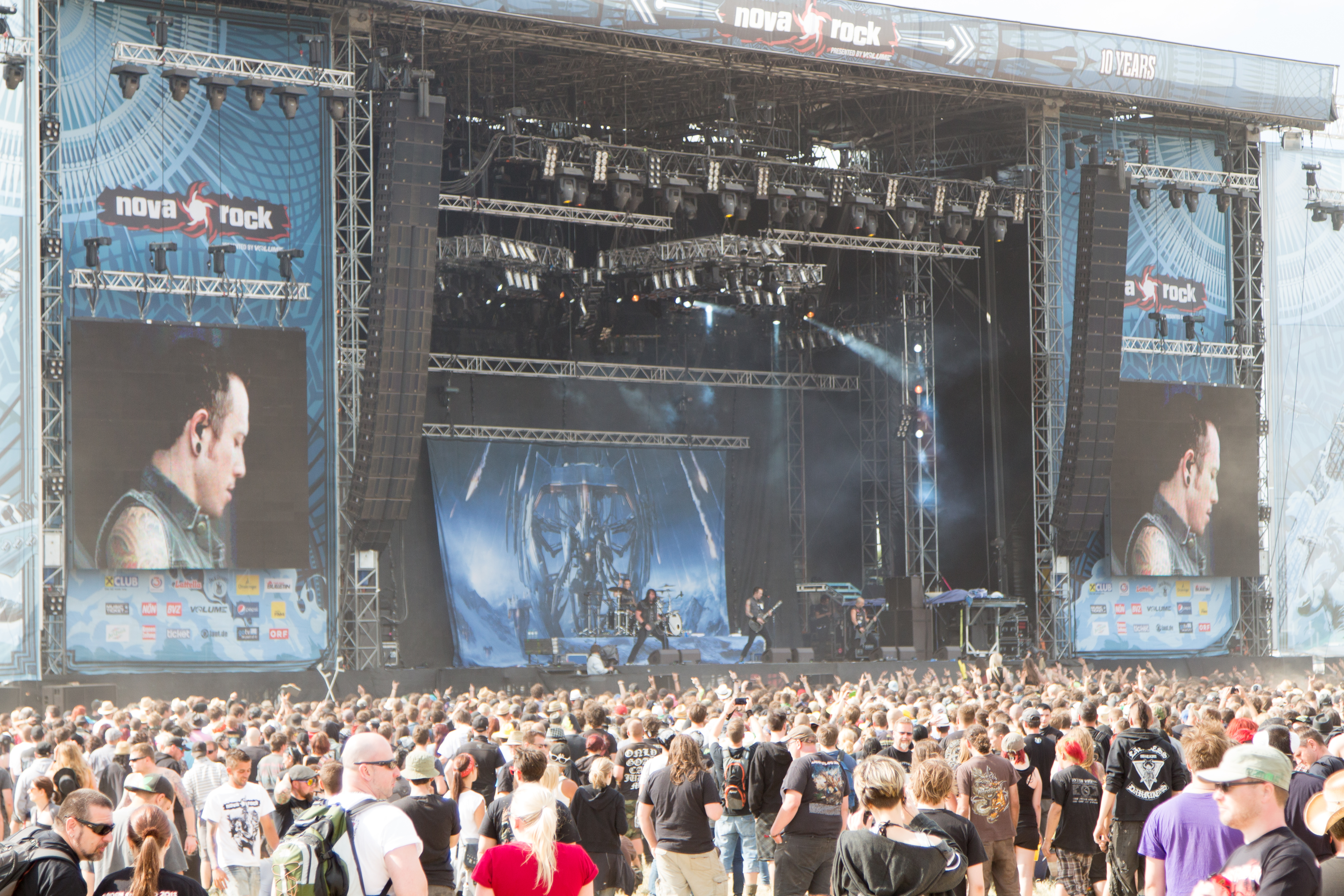
Trivium au Nova Rock Festival en 2014.

Le groupe tourne en soutien à In Waves jusqu'à fin 2012. Matt Heafy annonce un nouvel album en février 2013, et déjà 13 démos terminées. Le 14 janvier 2013, Matt Heafy annonce sur Twitter leur entrée en studio. Ils choisiront David Draiman de Device et Disturbed à la production. David Draiman révèlera le titre de ce sixième album : Vengeance Falls. Vengeance Falls est produit à Austin, au Texas, et mixé par Colin Richardson, (Fear Factory, Cannibal Corpse, Machine Head, Napalm Death, Slipknot et Bullet for My Valentine).
Le 23 juillet 2013, Trivium annonce une tournée américaine en tête d'affiche avec DevilDriver, aux côtés de After the Burial et Sylosis. Vengeance Falls est publié le 15 octobre 2013. Le 31 juillet 2013, la nouvelle chanson Brave this Storm est publiée en streaming et télchargeable gratuitement. Le 23 août 2013, ils annoncent leur venue au Soundwave Festival à la fin de février et au début de mars 2014. Trivium enregistre un clip pour le single Strife avec à la réalisation Ramon Boutviseth (All That Remains, For Today, Fear Factory).
Le mercredi 7 mai 2014, le groupe annonce sur sa page Facebook qu'ils se séparent de Nick Augusto, leur batteur depuis le 10 février 2010. C'est leur bassiste Paolo Gregoletto qui a rédigé l'annonce.

### Silence in the Snow(2015)
Le 31 juillet 2015, le groupe annonce la sortie de leur septième album studio, Silence in the Snow, pour le 2 octobre 2015. Le 7 août, le groupe joue deux nouvelles chansons, Silence in the Snow et Blind Leading the Blind à leur venue au Bloodstock Open Air. Le 27 août 2015, Trivium publie le clip du troisième single, Until the World Goes Cold. Le 5 décembre, ils jouent au Knotfest Mexico, où ils révèlent avoir remplacé Mat Madiro par Paul Wandtke. Le groupe ne fera son annonce que trois jours après.

### The Sin and the Sentence(depuis 2016)
À la fin de 2016, le guitariste Corey Beaulieu annonce un nouvel album pour 2017. Le bassiste Paolo Gregoletto explique que les chansons seront plus « extrêmes ». Le groupe joue ensuite au Wacken Open Air. Début 2017, le groupe annonce le départ de Paul Wandtke. Si les fans du groupe sont étonnés par ce troisième changement de batteur en deux ans, Corey Beaulieu défend la position du groupe en avançant que  le batteur doit s'adapter au groupe. L'arrivée d'Alex Bent est confirmée le 23 janvier 2017.
Le groupe renouvelle leur contrat avec Roadrunner Records courant mars 2017, laissant penser qu'un nouvel album était en route. Après la mise en ligne de trois morceaux The Sin and the Sentence le 31 juillet, The Heart from Your Hate le 24 août, et Betrayer le 16 octobre, leur nouvel album The Sin and the Sentence sort finalement le 20 octobre 2017. Leur première tournée pour promouvoir leur nouvel album commence aux États-Unis en octobre 2017. Elle est effectuée avec Arch Enemy, While She Sleeps et Fit for an Autopsy.

### What The Dead Man Say(2020)
L'album What The Dead Man Say est annoncé officiellement en février 2020, il s'ensuit la sortie de deux clips vidéos Catastrophist et What The Dead Man Say.

## Influences
Le groupe s'inspire aisément de Metallica : on retrouve dans l'introduction ainsi que dans les riffs principaux d'Entrance of the Conflagration une descente de Metallica, celle de Master of Puppets. Le groupe a aussi participé à l'album Master of Puppets Remastered avec Funeral for a Friend, Chimaira, Fightstar, Mastodon, Mendeed, Machine Head et Bullet for My Valentine. Ils y ont repris Master of Puppets. Ils ont aussi repris Iron Maiden de Iron Maiden. Il y a aussi une reproduction de certains plans de solos d'autres groupes, par exemple le solo de Dying in Your Arms est beaucoup inspiré de celui de Bark at the Moon d'Ozzy Osbourne ou bien de la fin du solo de Ride the Lightning de Metallica qui est reprise dans A Gunshot to the Head of Trepidation.
Leurs thèmes sont aussi beaucoup inspirés d'Iron Maiden (Matt Heafy en est un grand fan). Les membres de Trivium ont placé les membres de Dream Theater dans leurs idoles lors d'une vidéo de promotion pour le nouvel album de ces derniers.

## Récompenses
- 2017 : l'album The Sin And The Sentence est élu 4e meilleur album de l'année par les auditeurs/lecteurs et 7e par la rédaction de La Grosse Radio[59]

## Membres

### Membres actuels
- Matt Heafy - guitare, chant (depuis 2000)
- Corey Beaulieu - guitare, chœurs (depuis 2003)
- Paolo Gregoletto - basse, chœurs (depuis 2004)
- Alex Bent - batterie, percussions (depuis 2017)

### Anciens membres
- Brad Lewter - chant, basse (2000)
- Jarred Bonaparte - guitare (2000), basse (2000–2001)
- Travis Smith - batterie, percussions (2000–2009)
- Brent Young - guitare (2000–2001), basse (2001–2004), chœurs (2000–2004)
- Richie Brown - basse, chœurs (2001)
- George Moore - guitare (2003)
- Nick Augusto - batterie, percussions (2010–2014)
- Mat Madiro - batterie, percussions (2014–2015)
- Paul Wandtke - batterie, percussions (2015–2017)

## Discographie

### Albums studio
- 2003 : Ember to Inferno
- 2005 : Ascendancy
- 2006 : The Crusade
- 2008 : Shogun
- 2011 : In Waves
- 2013 : Vengeance Falls
- 2015 : Silence in the Snow
- 2017 : The Sin and the Sentence
- 2020 : What the Dead Men Say (en)
- 2021 : In The Court Of The Dragon